# Raimundo Benzal
Raimundo Benzal Román (La Aljorra, Cartagena; 15 de diciembre de 1949) es un catedrático y político español, diputado por Murcia, hasta el 1 de abril de 2008.

## Biografía
Benzal Román es Doctor en Ciencias e Inspector de Educación. 
Fue Diputado Regional por la Asamblea de Murcia (1999-2003), Concejal del Ayuntamiento de Murcia (2003), Director y Secretario del Liceo Cervantes de Roma (1983-1989), Inspector Jefe del Ministerio de Educación y Ciencia (MEC) - Murcia (1993-1994) y Director Provincial del MEC - Murcia (1994-1996).

## Actividad política
- Vocal Suplente de la Diputación Permanente.
- Vocal de la Comisión de Presupuestos.
- Adscrito de la Comisión de Fomento y Vivienda.
- Portavoz de la Comisión de Educación y Ciencia.
- Adscrito de la Comisión de Industria, Turismo y Comercio.